# Sierra Bullones, Bohol
Sierra Bullones là đô thị hạng 4 ở tỉnh Bohol, Philippines. Theo điều tra dân số năm 2007, đô thị này có dân số 26.398 người.

## Các đơn vị hành chính
Sierra Bullones về mặt hành chính được chia thành 22 khu phố (barangay).
| - Abachanan - Anibongan - Bugsoc - Canlangit - Canta-ub - Casilay - Danicop - Dusita - Cahayag - La Union - Lataban | - Magsaysay - Matin-ao - Nan-od - Poblacion - Salvador - San Agustin - San Isidro - San Jose - San Juan - Santa Cruz - Villa Garcia |